# Christian Kunda Mutoki
 (juillet 2022).
La mise en forme du texte ne suit pas les recommandations de Wikipédia : il faut le « wikifier ».
Les points d'amélioration suivants sont les cas les plus fréquents :
- Les titres sont pré-formatés par le logiciel. Ils ne sont ni en capitales, ni en gras.
- Le texte ne doit pas être écrit en capitales (les noms de famille non plus), ni en gras, ni en italique, ni en « petit »…
- Le gras n'est utilisé que pour surligner le titre de l'article dans l'introduction, une seule fois.
- L'italique est rarement utilisé : mots en langue étrangère, titres d'œuvres, noms de bateaux, etc.
- Les citations ne sont pas en italique mais en corps de texte normal. Elles sont entourées par des guillemets français : « et ».
- Les listes à puces sont à éviter, des paragraphes rédigés étant largement préférés. Les tableaux sont à réserver à la présentation de données structurées (résultats, etc.).
- Les appels de note de bas de page (petits chiffres en exposant, introduits par l'outil «  Source ») sont à placer entre la fin de phrase et le point final[comme ça].
- Les liens internes (vers d'autres articles de Wikipédia) sont à choisir avec parcimonie. Créez des liens vers des articles approfondissant le sujet. Les termes génériques sans rapport avec le sujet sont à éviter, ainsi que les répétitions de liens vers un même terme.
- Les liens externes sont à placer uniquement dans une section « Liens externes », à la fin de l'article. Ces liens sont à choisir avec parcimonie suivant les règles définies. Si un lien sert de source à l'article, son insertion dans le texte est à faire par les notes de bas de page.
- La présentation des références doit suivre les conventions bibliographiques. Il est recommandé d'utiliser les modèles {{Ouvrage}}, {{Chapitre}}, {{Article}}, {{Lien web}} et/ou {{Bibliographie}}. Le mode d'édition visuel peut mettre en forme automatiquement les références.
- Insérer une infobox (cadre d'informations à droite) n'est pas obligatoire pour parachever la mise en page.

Pour une aide détaillée, merci de consulter Aide:Wikification.
Si vous pensez que ces points ont été résolus, vous pouvez retirer ce bandeau et améliorer la mise en forme d'un autre article.
 (février 2024).
Si vous disposez d'ouvrages ou d'articles de référence ou si vous connaissez des sites web de qualité traitant du thème abordé ici, merci de compléter l'article en donnant les références utiles à sa vérifiabilité et en les liant à la section « Notes et références ».
Christian Kunda Mutoki (Salomon) est un écrivain congolais né à Lubumbashi, dans la région du Katanga, aujourd'hui démembrée en 4 nouvelles provinces (depuis 2015). Il est en même temps professeur à l'Université de Lubumbashi où il a le titre de professeur ordinaire depuis 2021. Acteur de théâtre et poète, il a offert plusieurs spectacles où poésies et musiques s'alternent. Depuis 2020, il a fait son entrée en politique aux côtés du gouverneur du Haut-Katanga Jacques Kyabula Katwe. En juillet 2024, il siège au sénat de la République démocratique du Congo comme sénateur pour le compte de la province du Haut-Katanga.

## Biographie
Christian Kunda Mutoki Salomon est né en décembre 1977 à Lubumbashi, dans la province du Katanga des parents originaires de Mitwaba et Kasenga. Il étudie à Lubumbashi où il obtient son diplôme d'études primaire à Imara, un établissement d'enseignement public tenu par des religieux catholiques, les Salésiens de Don Bosco. 
Dans sa commune de Katuba, qu'il cite beaucoup dans ses publications et productions, il passe l'essentiel de sa formation de base. Tout se passe autour de la paroisse catholique Saint Charles Lwanga. Il y preste notamment comme servant de messe, avant de devenir le responsable du groupe de servants de messe ou acolytes.
C'est dans cette paroisse qu'il fait la rencontre de plusieurs personnes dont il se liera d'amitié et dont certaines marqueront sa vie. Il y croise, notamment, l'abbé Hilaire Maloba, un prêtre diocésain envoyé par Mgr Kabanga après une série de prêtres européens, des pères Blancs, qui géraient avant la paroisse. C'est ce prêtre congolais un peu atypique (puisqu'il ne fait pas les choses comme les prêtres européens auxquels plusieurs étaient habitués: offrir des dons, rappeler les gens à se prendre en charge...) qui l'envoie au petit séminaire de Lubumbashi. Mais Christian Kunda qui a ressenti l'appel pour le sacerdoce va changer d'orientation pour les études universitaires.
A l'issue des élections de décembre 2023, Christian Kunda a été investi sénateur en juillet 2014, au sénat de la République démocratique du Congo pour le compte de la province du Haut-Katanga en sa qualité de premier suppléant de Jacques Kyabula Kaytwe réélu gouverneur du Haut-Katanga.

## Formation
Christian Kunda est docteur en Lettres et civilisation française de l'Université de Lubumbashi, au département de même nom où il a obtenu sa licence. Ancien boursier de l'Université de Paule Verlaine de Metz en France, il a soutenu sa thèse sur le théâtre congolais et s'est spécialisé dans les arts du spectacle, lui-même ayant longtemps joué au théâtre, notamment au cours de sa formation à l'Université de Lubumbashi.
Ancien journaliste à la radio Phoenix Université de l'Université de Lubumbashi, il suivi dans ce cadre une formation à l'Institut national de l'audiovisuel à Kinshasa, et a travaillé avec d'autres médias congolais, notamment le journal Mwana Inchi édité par l'Université de Lubumbashi avec l'appui de l'Institut Panos.

## Activités
Les activités de Christian Kunda Mutoki peuvent être regroupées en deux catégories: les activités scientifiques et les activités culturelles. Les correspondent à la personnalité même du concerné. D'abord comme enseignant chercheur et, ensuite, comme écrivain et producteur des spectacles. Comme enseignant, il assure les cours de français décliné sous divers intitulés, selon les besoins des apprenants et des filières qu'ils embrassent . Il s'oriente en "Expression orale et écrite en français" où sont enseignées les techniques de rédactions administratives ainsi que les règles de grammaire de base en vue de rattraper les lacunes de ceux qui, arrivant en première année d'études universitaires, n'ont pas maîtrisé les fondamentaux du français, langue de l'enseignement et de l'administration en RDC. A propos de cette langue, Christian Kunda pense que le français est "notre trait d'union" en RDC. Il le dit notamment dans son best sceller "A propos de la bière et de la prière", un recueil de poésie où l'auteur emprunte parfois un humour caustique pour dénoncer des travers de la société congolaise. Il pense que le français et l'unique langue qui rapproche les Congolais, sans leur faire penser à leurs origines ethniques ou aux langues d'origines, dans une perspective de division que le pays peine à conjurer malgré certaines belles avancées.
Il enseigne également le cours de Tableau de la presse contemporaine en communication, aux étudiants de 3e graduat, classe où il assure en même temps le cours de littérature. Spécialisé en arts du spectacle, il assure d'autres cours en licence. Outre l'enseignement, Christian Kunda a aussi assumé des responsabilités administratives dans deux institutions publiques. D'abord à l'Université de Lubumbashi où, après avoir été attaché de presse du recteur Chabu Mumba, il a été nommé chef de département des Sciences de l'information et de la communication, à la faculté des Lettres. A la fin de ce travail, il a été nommé secrétaire général administratif à l'Institut supérieur pédagogique Lubumbashi (ISP), jusqu'à nomination comme directeur de cabinet adjoint du Gouverneur du Haut-Katanga Jacques Kyabula Katwe.

### Activités scientifiques
Dans le cadre de ses recherches et participations aux activités scientifiques comme les conférences et colloques, il a produit plusieurs textes dont certains ne sont pas publiés. Ci-dessous une liste de ses publications.
- «La production théâtrale en République démocratique du Congo: Un inventaire, une catégorisation vers une hiérarchisation» in Mitunda (en collaboration)
- «De la littérature aux Sciences de l’Information et de la Communication», in Mitunda. 2008
- «Le théâtre au service du pouvoir en RDC.  1960 – 2004» in Colloque international de CRITAOI  1960 – 2004, Bilan et tendance de la littérature négro africaine, Lubumbashi, PUL, 2005.
- Le cinéma, l’apothéose de l’idéalisme artistique, LUBUMBASHI, aux éditions de l’espoir, 2005.
- «Les médias de Lubumbashi, pour quel développement?» in Mitunda, PUL, 2008 (en collaboration)
- «Le théâtre au Katanga: Aperçu historique» in Etudes Littéraires Africaines,  Université Paul Verlaine de Metz, France, 2009 (Collaboration avec Maëline Le Lay).
- Le français, notre belle langue et la culture qui l’entoure en République Démocratique du Congo, Presses Universitaires de Lubumbashi.
- Exercices d’entrainement de Techniques de l’expression orale e Ecrite en français, destinés aux étudiants de Tourisme, hôtellerie et restauration, PUL,2012.
- Le département des Sciences de l’Information et de la communication, 14 ans déjà, L‘harmattan, 2013.
- Tableau de la presse contemporaine, Sarrebruck, Editions universitaires européennes, 2015.
- La problématique de l’art dramatique en RDCongo. Evolution, Thématique et personnages, Sarrebruck, éditions universitaires européennes, 2015.
- Guy de Maupassant. Une certaine idée de l’homme dans le Horla, Louvain-la-Neuve, EME , 2018.
- Le français décomplexé, Lubumbashi, Hibiscus, 2022.

### Activités culturelles
C'est l'un des domaines qui l'a vraisemblablement fait connaître du grand public, à Lubumbashi: la culture. D'abord, comme étudiant, Christian Kunda s'engage dans "La synthèse", troupe théâtrale de la faculté des Lettres qui a vu jouer plusieurs personnes. Comme étudiant, il publie son premier recueil de poésie: Prière d'un jeune au pays des vivants-morts et des morts-vivants. On y découvre un attrait pour la satire, et la critique douce des mœurs sociales, n'épargnant ni religion ni politique, ni science. Dans A propos de la bière et de la prière, l'auteur confirme cette tendance et choque. Il se demande quelle société est, la société congolaise, où l'on boit du matin au soir et où l'on prie sans arrêt. La grande question qu'il soulève, dans ce pays où la majeure partie de la population vit dans la pauvreté et sans emploi, quand est-ce qu'on va travailler si la prière et la bière tout le temps à la population active. Plus gravement, il demande quelle société s'est déjà développée avec une population faite des ivrognes.
Ces propos suscitent un tollé à Lubumbashi, puis se font un échos à Kinshasa, villes où les pratiques décriées sont très présentes. Alors l'auteur est invité dans certaines écoles pour parler aux écoliers, et dans des églises pour échanger avec les croyants. En même temps, Christian Kunda énerve parmi les pentecôtistes où la prière sans cesse (pour dire sans arrêt), est prêchée comme condition de sanction; une sanctification sans laquelle "nul ne verra le Seigneur", enseigne-t-on. Certains menacent même de prier contre lui parce qu'il décourage la prière. Le livre, publié aux éditions Edilivre en France, est distribué gratuitement aux écoliers, mais aussi partout où l'auteur est invité. Ci-dessous, la liste de ses publications littéraires.

### Publications littéraires
- 2024: Ma pérégrination, Lubumbashi, Hibiscus[9].
- 2024: “Conscience bousculée”, Lubumbashi, Hibiscus[10].
- 2022: "Profil d'une ville moderne et rayonnante", Droit et Pouvoir, Les migrations internationales.
- 2021: «Le porte-Croix. Hymne à la misérable vie»[11].
- 2018: Danse, cadence dans la décadence. Poésie. Paris, Édilivre.
- À propos de Christian Kunda et de son «À propos de la bière et de la prière», Paris: Édilivre.
- 2016: À propos de la bière et de la prière, Paris: Édilivre.
- 2012: Ouvrez la porte, n’ayez pas peur! Poésie, Lubumbashi: PUL.
- 2002: Prière d’un jeune au pays de morts vivant et des vivants morts, Lubumbashi: La Pléiade congolaise.
- 1998: Réflexions poétiques, Lubumbashi: Espoir.
- 2004: Le Professeur Julien KILANGA MUSINDE tel que je l'ai connu. Éloge d'un disciple à un maître, in Julien KILANGA MUSINDE. Une parole en itinérance, (Dir. Dikanga Kazadi et Emmanuel Banywesize), L'Harmattan, pp. 199-205.
- 2020: Comprendre l'histoire et la gestion de l'Université de Lubumbashi, in Hommage à  Julien KILANGA MUSINDE. La traversée des mones, (Dir. Emmanuel Banywesize), Éditions du Cy020, pp. 142-152.

## Engagement politique
Depuis 2019, Christian Kunda Mutoki est entré   politique. Il travaille aux côtés du gouverneur Jacques Kyabula Katwe, comme directeur de cabinet adjoint chargé de la politique et de l'administration. C'est sa première expérience en politique.